# Dietrich Borchert
Dietrich Borchert (28 de fevereiro de 1909 - 21 de dezembro de 1990) foi um comandante de U-Boot que serviu na Kriegsmarine durante a Segunda Guerra Mundial.